# Ditt namn, o Gud, jag lova vill
Ditt namn, o Gud, jag lova vill är en psalm med åtta verser av Jakob Arrhenius från 1694. Texten bygger på Psaltaren 145. Den trycktes om i 1819 års och 1937 års psalmböcker, men inte i 1986 års psalmbok.
Psalmen inleds 1695 med orden:
Ditt namn, o Gudh, jagh lofwa wil
Och utan ända prisa
Melodin är enligt 1939 års koralbok samtida med dess författande och anges vara komponerad 1697. Av 1697 års koralbok framgår att den åtminstone då också användes för flera psalmer: Dig, Jesus, vare evigt pris (nr 21), Gud är vår starkhet och vårt stöd (nr 57), Gud låter sina trogna här (nr 195), Du själv förordnat, store Gud (nr 200), Mitt hierta nu fast gläder sigh (nr 304) och Var man må nu väl glädja sig (nr 219) som i Den svenska psalmboken 1986 anges att dess tonsättning är komponerad 1524.

## Publicerad som
- Nr 106 i 1695 års psalmbok under rubriken "Konung Davids Psalmer"
- Nr 269 i 1819 års psalmbok under rubriken "Kristligt sinne och förhållande - I allmänhet: Förhållandet till Gud: Guds lov".
- Nr 9 i 1937 års psalmbok under rubriken "Guds lov".
- Nr 56 i Sionstoner 1935 under rubriken "Guds lov".